# Johannes Laursen
Johannes Laursen (17. oktober 1915 i Vendsyssel - 18. september 2014 på Long Island, New York) var en dansk-amerikansk journalist og avisejer.
Han blev student fra Rønde Gymnasium 1933 og blev cand.polit. fra Københavns Universitet 1940. Laursen fik beskæftigelse i Valutacentralen og senere i Arbejds- og Socialministeriet og blev 1945 journalist på Nationaltidende, hvor han var indtil 1948. 1948 blev Laursen pressesekretær for politikeren Jens Otto Krag.
I 1950 blev Laursen gift med Faith Brewer og ansat på det danske informationskontor i New York. Her slog han sig permanent ned og købte i 1958 sin første avis på Long Island, hvor han ejede fire aviser.